# 童渊铭
童渊铭（1972年4月21日—），江苏镇江人，中国国际象棋棋手、教练，国际大师。
童渊铭于10岁起开始学棋，1987年进入国家队，1989获国家大师称号。1993年，夺得全国国际象棋锦标赛冠军。1994年获得国际棋联授予的国际大师（IM）称号。1998年在中国国际象棋棋王棋后赛中夺冠，获中国“棋王”头衔。同年退出国家队。此后他前往济南，开始在齐鲁晚报棋院担任教练，培养青少年棋手。
童渊铭培养出了许多优秀年轻棋手，其中最知名的为国际象棋女子世界冠军侯逸凡。除侯逸凡之外，在童渊铭的带领下，从齐鲁晚报棋院还走出了卜祥志、赵雪、赵骏、温阳、李超、卢尚磊、刘庆南等国际象棋特级大师。